# Гликс ан Глан
Гликс ан Глан (фр. Glux-en-Glenne) насеље је и општина у источном делу централне Француске у региону Бургоња, у департману Нијевр која припада префектури Шато Шенон (град).
По подацима из 2011. године у општини је живело 104 становника, а густина насељености је износила 4,71 становника/km². Општина се простире на површини од 22,06 km². Налази се на средњој надморској висини од 452 метара (максималној 855 m, а минималној 409 m).

## Демографија
| 1962. | 1968. | 1975. | 1982. | 1990. | 1999. | 2011. |
| ----- | ----- | ----- | ----- | ----- | ----- | ----- |
| 306   | 242   | 175   | 143   | 114   | 105   | 104   |

График промене броја становника у току последњих година